# گودهارت گیزه
گودِهارت گیزه (آلمانی: Godehard Giese؛ زادهٔ ۱ ژانویهٔ ۱۹۷۲) هنرپیشه، و بازیگر تلویزیون اهل آلمان است.
از فیلم‌ها یا برنامه‌های تلویزیونی که وی در آن نقش داشته‌است، می‌توان به کتاب‌دزد، تنها در برلین، درمانی برای سلامتی، مخفی‌سازی، ترانزیت، کنفرانس وانزه و همه عشق من اشاره کرد.